# Ісіґамі Йосінорі
Ісіґамі Йосінорі (яп. 石神 良訓, нар. 4 листопада 1957, Сідзуока) — японський футболіст, що грав на позиції захисника.

## Клубна кар'єра
Грав за команду Ямаха Моторс.

## Виступи за збірну
Дебютував 1984 року в офіційних матчах у складі національної збірної Японії. У формі головної команди країни зіграв 12 матчів.

## Статистика
Статистика виступів у національній збірній.
| Збірна Японії | Збірна Японії | Збірна Японії |
| Роки          | Ігри          | голи          |
| ------------- | ------------- | ------------- |
| 1984          | 1             | 0             |
| 1985          | 8             | 0             |
| 1986          | 3             | 0             |
| Усього        | 12            | 0             |